# Баняра Калабра
Баня̀ра Ка̀лабра (на италиански: Bagnara Calabra) е пристанищен и морски курортен град и община в Южна Италия, провинция Реджо Калабрия, регион Калабрия. Разположен е на брега на Тиренско море. Населението на общината е 10 469 души (към 2012 г.).